# Église Notre-Dame-de-La-Grave d'Ambarès-et-Lagrave
Pour les articles homonymes, voir Église Notre-Dame.
L'église Notre-Dame-de-la-Grave est une ancienne église catholique située à Ambarès-et-Lagrave, dans le département français de la Gironde.

## Localisation
L'église est située dans le quartier de La Grave d'Ambarès, au bout de la rue de la Vierge.

## Histoire
À l'origine, cette église était une chapelle templière construite au XIIe siècle. Elle se trouve le long d’un chemin fréquenté par les pèlerins de Saint-Jacques-de-Compostelle.
En 1759, elle est endommagée par un séisme. Vendue en 1784, elle est transformée en  chai à vin le siècle suivant. Elle n'est aujourd'hui plus utilisée pour le culte.
Un ensemble de peintures murales de style roman y est découvert en 1955.